# Zara Doluhanova
Zara Aleksandrovna Doluhanova (armeană Զարուհի Դոլուխանյան; n. 15 martie 1918, Moscova, Rusia - d. 4 decembrie 2007, Moscova, Rusia) a fost o mezzosoprană armeană care a devenit celebră cântând la multe posturi de radio de operă și de concert din anii '40 până în anii '60. Cu toate că este considerată una dintre cele mai realizate cântărețe de operă ale Rusiei din era sovietică, ea a avut un număr relativ mic de apariții pe scenă, iar faima ei se bazează pe aparițiile la radio.
Doluhanova avea o voce rară de mezzosoprană de coloratură, de o claritate unică. Considerată una dintre cele mai mari cântărețe ale erei sovietice, dintre aparițiile ei, sunt notabile acelea din lucrările de operă ale lui Gioachino Rossini, conturând trăsături particulare Isabellei din L'italiana in Algeri și Angelinei din La Cenerentola. De asemenea a cântat o gamă largă de opere din repertoriul concertului care cuprindea majoritatea marilor compozitori ruși precum și lucrări de Handel, Haydn, Mozart și Meyerbeer. În 1996, a primit premiul Lenin.

## Biografie
Doluhanova, născută Zara Makarian, la Moscova, din părinți de origine armeană și kurdă. Mama ei, Elena Makarian, era de asemenea o cântăreață profesionistă, iar tatăl ei, Agasi Makarian, era cântăreț la flaut, clarinet și trompetă. La început a studiat pianul, apoi vioara, dar în final la vârsta de 16 ani a decis că vrea să studieze canto. A studiat la Academia Rusă de Muzică Gnessin⁠(d) din Moscova cu V. M. Beliaeva-Tarassevici. Și-a făcut debutul la Opera din Erevan ca Siebel în opera Faust a lui Charles Gounod. A rămas membră a Operei din Erevan în următorii trei ani, având, în principal, roluri minore.
La scurt timp după ce a părăsit Opera din Erevan, s-a căsătorit cu compozitorul Aleksandr Doluhanian⁠(d). A continuat să cânte la teatre de operă mici din Armenia până când s-au mutat la Moscova în 1944 și devenit solistă în Orchestra Simfonică Ciaikovski. În 1959, a ajuns solistă principală la Orchestra Filarmonică din Moscova⁠(d). După 1963, a început să accepte roluri de soprană, printre care se numără Norma, Aida și Tosca. A cântat la premierele din Rusia ale operelor Suor Angelica (Sora Angelica) Ultimele patru cântece a lui Richard Strauss.
Debutul în SUA l-a făcut la Carnegie Hall în 1959. A avut turnee, de asemenea, în Regatul Unit, Scandinavia, Japonia, Noua Zeelandă și America Latină de-a lungul carierei sale.
În 1970, s-a retras din muzică și s-a alăturat Academiei Ruse de Muzică Gnessin unde a predat pentru peste 21 de ani. Printe studenții ei se numără mezzosoprana Olga Borodina⁠(d).
A murit la Moscova, pe 15 martie 1918.